# Aulodesmus mossambicus
Aulodesmus mossambicus är en mångfotingart som beskrevs av Peters 1855. Aulodesmus mossambicus ingår i släktet Aulodesmus och familjen Gomphodesmidae. Inga underarter finns listade i Catalogue of Life.